# Tõnis Käo
Tõnis Käo (* 3. Februar 1940 in Laimjala, Estland; † 3. Juli 2016 in München) war ein estnisch-deutscher Industriedesigner.

## Leben

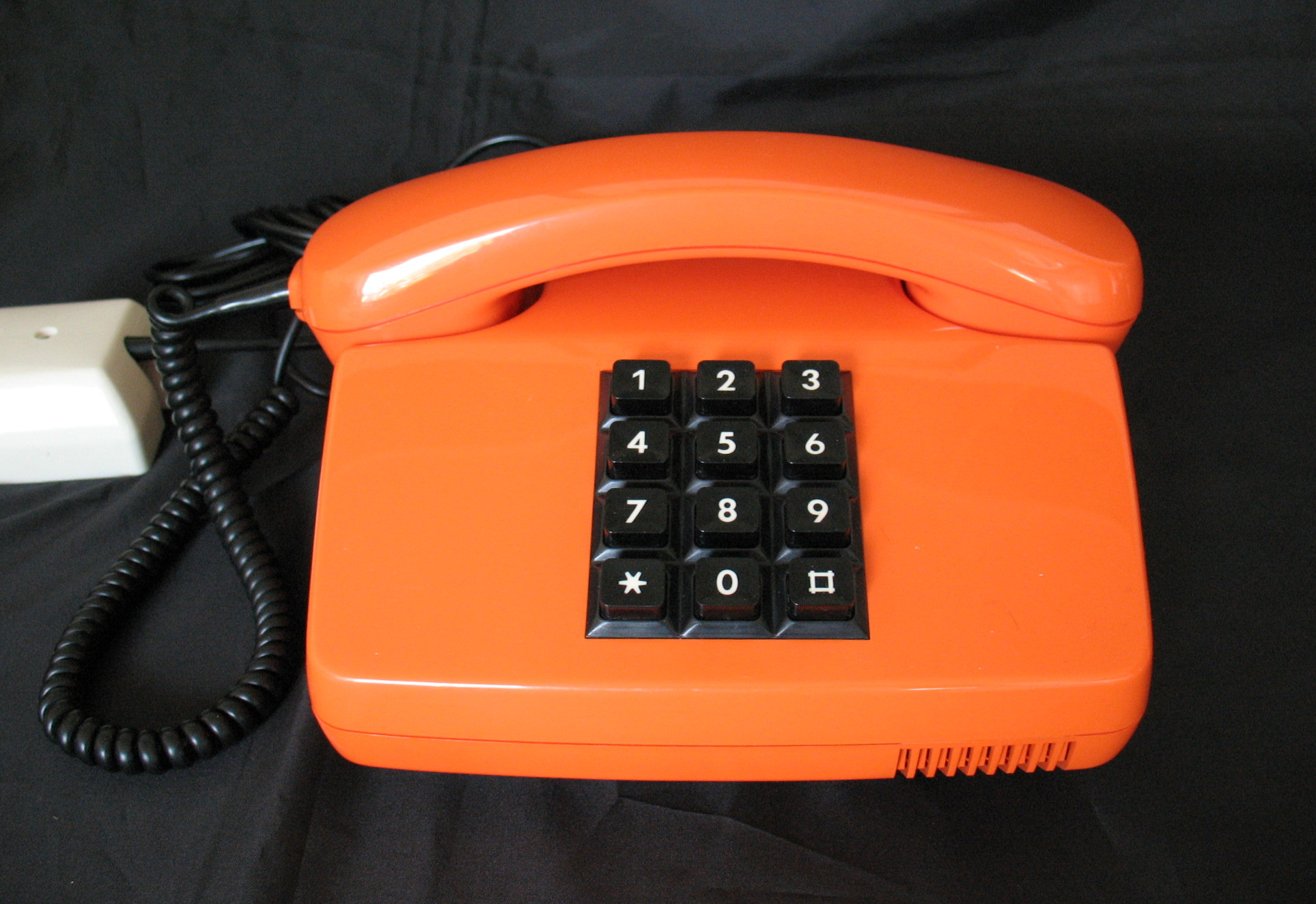
Telefon FeTAp 751

Tõnis Käo (eingedeutscht auch Tönis Käo) wurde 1940 auf der Insel Saaremaa geboren. Er studierte an der Folkwangschule für Gestaltung in Essen. Von 1969 bis 1991 war er Industrial Designer bei der Siemens AG in München. Das Aufgabengebiet war die Gestaltung von Produkten und Produktsystemen für Kommunikations-, Sicherheits-, Verkehrs- und Fertigungstechnik sowie Hausgeräte. Käo entwickelte seit den 1970er Jahren das Design für zahlreiche Geräte, darunter Staubsauger (zum Beispiel den Super58 von 1978), Spülmaschinen und Haartrockner, wie den Fön MH1715 2000 aus dem Jahr 1977. Bekannt ist vor allem das von ihm gemeinsam mit Herbert Krämer gestaltete erste massentaugliche Telefon mit Tastenwahlblock für die Deutsche Bundespost sowie das Siemens C2 portable von 1988, das erste Mobiltelefon der Firma. Bereits zwischen 1980 und 1982 entwickelte Käo Modelle für scheckkartengroße Mobiltelefone und Tabletts in der Größe DIN-A4. Ab 1983 leitete er das Siemens-Designstudio.
Von 1992 bis 2005 lehrte Käo als Professor für Industrial Design an der Bergischen Universität Wuppertal und entwickelte das Lehrkonzept Design in der Forschung. Ab 2004 war er wissenschaftlicher Direktor des Bergischen Instituts für Produktentwicklung und Innovationsmanagement.
Tõnis Käo war verheiratet mit der Projekt- und Raumgestalterin Sarah Pelikan (* 1947). Das Paar lebte in München.

## Durchgeführte Projekte und Ausstellungen (Auswahl)
- 1994/95: Jahresthema und Kolloquium Fabrik der Zukunft
- 1989/94: Gestalter für das Haus der Kulturen der Welt, Berlin mit den Ausstellungen Die Gärten des Islam, Tanzania – Meisterwerke afrikanischer Skulptur
- 1992: Fachliche Leitung Olympia Express 2000, Projekt des IDZ Berlin
- 2000: Designzentrum NRW Die Entstehung des Neuen, Essen
- 2000: Design in der Forschung, Positionierung und Präsentation in der Universität Wuppertal
- 2001: Teilnahme an der Ausstellung Global Tools mit dem Thema: Container ist die gute Form für das 21. Jahrhundert (Wien, Helsinki)
- 2002: SADEXPO, european ways of design, Louvré, Paris
- 2002: Ausgestellt in der Designsammlung Pinakothek der Moderne München mit Siemens-Mobiltelefon-Entwurf 1980 und eine Vision eines Handys und von Elektronik-Books
- 2010: Form ist Norm. Das fotografische Werk, Kunstverein Grafschaft Bentheim, Neuenhaus
- 2016: Tõnis Käo: „Design als Experiment“, Retrospektive, Red Dot Design Museum, Essen